# Quatre Vœux incommensurables
 (juin 2020).
Si vous disposez d'ouvrages ou d'articles de référence ou si vous connaissez des sites web de qualité traitant du thème abordé ici, merci de compléter l'article en donnant les références utiles à sa vérifiabilité et en les liant à la section « Notes et références ».
Les Quatre Vœux incommensurables ou immenses (chinois : 四弘誓願 ; pinyin : sì hóng shìyuàn ; japonais : shi gu seigan), appelés aussi « vœux du bodhisattva », sont les vœux que les bouddhistes pratiquant la voie du bodhisattva dans bouddhisme mahāyāna doivent prendre, étudier et réitérer au cours de leur progression vers l'objectif ultime, c'est-à-dire l'Éveil complet et parfait. 

## Origine
Selon Jan Nattier, « il est tout à fait possible d'identifier des antécédents clairs de ces vœux dans la littérature pré-Mahayana »; ils ont donc probablement évolué à partir de passages antérieurs décrivant l'activité du Bouddha, que l'on trouve dans le Digha Nikaya et le Majjhima Nikaya ainsi que dans la traduction de ces ensembles dans les Agamas chinois. 

Le prototype de ces Quatre Vœux est issu des sutras du Nikāya[Lequel ?], dans le canon indien :  
Premièrement, que ceux qui ne sont pas libérés soient libérés ;  
deuxièmement, que ceux qui n'ont pas compris comprennent ;  
troisièmement, que ceux qui ne sont pas paisibles soient paisibles ;  

quatrièmement, que ceux qui n'arrivent pas au nirvāṇa parviennent au nirvāṇa. 
Mais les Quatre Vœux incommensurables ont pris dans le mahayana une dimension plus large avec l'évolution de la notion de bodhisattva. Les quatre formules les plus proches de celles d'aujourd'hui furent mises par écrit pour la première fois[réf. nécessaire] dans le Mahāśamatha-vipaśyanā (chinois : 摩诃止观 ; pinyin : móhézhǐguān) de Zhiyi (智顗), de l’école Tiantai.
Les vœux tels qu'ils sont récités aujourd'hui suivent (à l'exception de deux mots dont l'ordre est inversé) la formulation en chinois qu'en donne Huineng, sixième patriarche de l'École du Chan, au chapitre 21 du Sūtra de l'Estrade.

## Formulation
Les Quatre Vœux incommensurables s'expriment ainsi :
- Je fais le vœu de délivrer tous les êtres bien qu'ils soient innombrables (chinois simplifié : 众生无边誓愿度 ; pinyin : Zhòngshēng wúbiān shìyuàn dù ; japonais : 衆生無辺誓願度 (shujō muhen seigan do?)) ;
- Je fais le vœu de vaincre toutes les illusions bien qu'elles soient en nombre incalculable (chinois simplifié : 烦恼无尽誓愿断 ; pinyin : Fánnǎo wújìn shìyuàn duàn ; japonais : 煩悩無尽誓願断 (bonnō mujin seigan dan?)) ;
- Je fais le vœu d'étudier tous les enseignements (méthodes) bien qu'ils soient illimités (chinois simplifié : 法门无量誓愿学 ; pinyin : Fǎnmén wúliàng shìyuàn xué ; japonais : 法門無量誓願学 (hōmon muryō seigan gaku?)) ;
- Je fais le vœu de parvenir à l'état du Bouddha bien qu'il soit incomparable (chinois simplifié : 佛道无上誓愿成 ; pinyin : Fódào wúshàng shìyuàn chéng ; japonais : 仏道無上誓願成 (butsudō mujō seigan jō?)).

Ils sont prononcés par tous les bouddhistes : moines, moniales, novices masculins et féminins, upāsakas (laïcs hommes et femmes).
Le premier vœu concerne le but de la pratique du bouddhisme, qui est de mettre en œuvre la grande compassion afin de servir les autres, l'abnégation étant une caractéristique du mahāyāna ; le deuxième et le troisième vœux montrent les tâches concrètes que doivent réaliser les pratiquants par leurs efforts personnels et quotidiens ; le quatrième vœu est l'objectif final qui guide en permanence les pratiquants, et les encouragent à suivre malgré tout la marche vers l’éveil, aussi longue et difficile soit-elle.